# Tegenaria
Tegenaria Latreille, 1804 è un genere di ragni appartenente alla famiglia Agelenidae.

## Etimologia
Il nome del genere viene dal latino scientifico Tegenarĭa, Tegenarius, a sua volta dal latino classico tegetarĭus ("costruttore di stuoie"), da tĕges ("stuoia", "coperta"), in riferimento alla forma della ragnatela che costruisce.

## Tassonomia
Molte specie precedentemente classificate in questo genere sono state spostate ad altri (un esempio su tutti Eratigena atrica, che era stata in passato inserita nel genere Tegenaria con numerosi nomi diversi); tra quelle rimaste si possono citare:
- Tegenaria abchasica Charitonov, 1941
- Tegenaria achaea Brignoli, 1977
- Tegenaria adomestica Guseinov, Marusik & Koponen, 2005
- Tegenaria africana Lucas, 1846
- Tegenaria agnolettii Brignoli, 1978
- Tegenaria angustipalpis Levy, 1996
- Tegenaria anhela Brignoli, 1972
- Tegenaria animata Kratochvíl & Miller, 1940
- Tegenaria annae Bolzern, Burckhardt & Hänggi, 2013
- Tegenaria annulata Kulczyński, 1913
- Tegenaria argaeica Nosek, 1905
- Tegenaria ariadnae Brignoli, 1984
- Tegenaria armigera Simon, 1873
- Tegenaria averni Brignoli, 1978
- Tegenaria bayeri Kratochvíl, 1934
- Tegenaria bayrami Kaya et al., 2010
- Tegenaria blanda Gertsch, 1971
- Tegenaria bosnica Kratochvíl & Miller, 1940
- Tegenaria bozhkovi (Deltshev, 2008)
- Tegenaria campestris (C. L. Koch, 1834)
- Tegenaria capolongoi Brignoli, 1977
- Tegenaria carensis Barrientos, 1981
- Tegenaria caverna Gertsch, 1971
- Tegenaria chebana Thorell, 1897
- Tegenaria chiricahuae Roth, 1968
- Tegenaria chumachenkoi Kovblyuk & Ponomarev, 2008
- Tegenaria circeoensis Bolzern, Burckhardt & Hänggi, 2013
- Tegenaria comnena Brignoli, 1978
- Tegenaria comstocki Gajbe, 2004
- Tegenaria concolor Simon, 1873
- Tegenaria cottarellii Brignoli, 1978
- Tegenaria croatica Bolzern, Burckhardt & Hänggi, 2013
- Tegenaria daiamsanesis Kim, 1998
- Tegenaria dalmatica Kulczyński, 1906
- Tegenaria decolorata Kratochvíl & Miller, 1940
- Tegenaria decora Gertsch, 1971
- Tegenaria dentifera Kulczyński, 1908
- Tegenaria domestica (Clerck, 1757)
- Tegenaria eleonorae Brignoli, 1974
- Tegenaria elysii Brignoli, 1978
- Tegenaria epacris Levy, 1996
- Tegenaria faniapollinis Brignoli, 1978
- Tegenaria femoralis Simon, 1873
- Tegenaria ferruginea (Panzer, 1804)
- Tegenaria flexuosa F. O. Pickard-Cambridge, 1902
- Tegenaria florea Brignoli, 1974
- Tegenaria forestieroi Brignoli, 1978
- Tegenaria gertschi Roth, 1968
- Tegenaria halidi Guseinov, Marusik & Koponen, 2005
- Tegenaria hamid Brignoli, 1978
- Tegenaria hasperi Chyzer, 1897
- Tegenaria hauseri Brignoli, 1979
- Tegenaria hemanginiae Reddy & Patel, 1992
- Tegenaria henroti Dresco, 1956
- Tegenaria ismaillensis Guseinov, Marusik & Koponen, 2005
- Tegenaria karaman Brignoli, 1978
- Tegenaria lapicidinarum Spassky, 1934
- Tegenaria lehtineni (Guseinov, Marusik & Koponen, 2005)
- Tegenaria lenkoranica (Guseinov, Marusik & Koponen, 2005)
- Tegenaria levantina Barrientos, 1981
- Tegenaria longimana Simon, 1898
- Tegenaria lunakensis Tikader, 1964
- Tegenaria lyncea Brignoli, 1978
- Tegenaria maelfaiti Bosmans, 2011
- Tegenaria mamikonian Brignoli, 1978
- Tegenaria maroccana Denis, 1956
- Tegenaria maronita Simon, 1873
- Tegenaria mediterranea Levy, 1996
- Tegenaria melbae Brignoli, 1972
- Tegenaria mercanturensis Bolzern & Hervé, 2010
- Tegenaria mexicana Roth, 1968
- Tegenaria michae Brignoli, 1978
- Tegenaria mirifica Thaler, 1987
- Tegenaria montana Deltshev, 1993
- Tegenaria montiszasensis Bolzern, Burckhardt & Hänggi, 2013
- Tegenaria nakhchivanica (Guseinov, Marusik & Koponen, 2005)
- Tegenaria oribata Simon, 1916
- Tegenaria pagana C. L. Koch, 1840
- Tegenaria parietina (Fourcroy, 1785)
- Tegenaria parmenidis Brignoli, 1971
- Tegenaria parvula Thorell, 1875
- Tegenaria pasquinii Brignoli, 1978
- Tegenaria percuriosa Brignoli, 1972
- Tegenaria pieperi Brignoli, 1979
- Tegenaria pindosiensis Bolzern, Burckhardt & Hänggi, 2013
- Tegenaria podoprygorai (Kovblyuk, 2006)
- Tegenaria pontica Charitonov, 1947
- Tegenaria pseudolyncea (Guseinov, Marusik & Koponen, 2005)
- Tegenaria racovitzai Simon, 1907
- Tegenaria ramblae Barrientos, 1978
- Tegenaria regispyrrhi Brignoli, 1976
- Tegenaria rhodiensis Caporiacco, 1948
- Tegenaria rilaensis Deltshev, 1993
- Tegenaria rothi Gertsch, 1971
- Tegenaria sbordonii Brignoli, 1971
- Tegenaria schmalfussi Brignoli, 1976
- Tegenaria schoenhoferi Bolzern, Burckhardt & Hänggi, 2013
- Tegenaria scopifera Barrientos, Ribera & Pons, 2002
- Tegenaria selva Roth, 1968
- Tegenaria serrana Barrientos & Sánchez-Corral, 2013
- Tegenaria shillongensis Barman, 1979
- Tegenaria silvestris L. Koch, 1872
- Tegenaria talyshica Guseinov, Marusik & Koponen, 2005
- Tegenaria taurica Charitonov, 1947
- Tegenaria tekke Brignoli, 1978
- Tegenaria tlaxcala Roth, 1968
- Tegenaria tridentina L. Koch, 1872
- Tegenaria tyrrhenica Dalmas, 1922
- Tegenaria vallei Brignoli, 1972
- Tegenaria vankeerorum Bolzern, Burckhardt & Hänggi, 2013
- Tegenaria vignai Brignoli, 1978
- Tegenaria wittmeri Brignoli, 1978
- Tegenaria zagatalensis Guseinov, Marusik & Koponen, 2005
- Tegenaria zamanii Marusik & Omelko, 2014